# Ребек
Ребе́к (фр. rebec, лат. rebeca, rubeba; восходит к араб. rabāb) — старинный смычковый струнный инструмент, повлиявший на формирование инструментов всего скрипичного семейства. Происхождение точно неизвестно, возможно в позднем средневековье в Испанию ребек занесли арабы (ср. Ребаб), либо арабы познакомились с ним уже после покорения Испании. Получил широкое распространение в музыкальной практике западной Европы в XIII и XIV веках.
Францисканец хронист, аббат бенедиктинского монастыря Эмерик де Перак в последней четверти XIV века, сравнивал звук ребека с женским голосом. Возможно созвучное имя Ребека (лат. Rebeca) к исходному инструменту Ребаб и положило начало термину «ребек».
У ребека деревянный корпус грушевидной формы, верхняя сужающаяся часть которого переходит непосредственно в шейку. В деке имеется 2 резонаторных отверстия. Две или три струны инструмента настроены по квинтам. Первое описание ребека дал теоретик музыки Иероним Моравский (ок. 1275). Иероним описывает ребек как инструмент о двух струнах, настроенных в квинту. Теоретические свидетельства о ребеке продолжают появляться до XVI века (Себастьян Вирдунг называет его «clein Geigen»).
На ребеке играли смычком, удерживая его на руке или прижимая щекой, как на скрипке.